# Cool Cat
A Cool Cat a tizedik dal a brit Queen együttes 1982-es Hot Space albumáról. A szerzője Freddie Mercury énekes és John Deacon basszusgitáros volt.
Mint az album egészében, itt is feltűnő volt a hagyományos rockzenéhez képest előretörő funk és R&B befolyás – ez nagyrészt az 1980-as Another One Bites the Dust sikerének volt köszönhető. A zenéjét Deacon, a szövegét Mercury szerezte, így a szerzőséget megosztották egymás között. Először David Bowie énekével is felvették, hasonlóan az Under Pressure-hez, de Bowie nem volt elégedett a végeredménnyel. Mercury falzettben énekli az egész dalt.

## Közreműködők
- Ének: Freddie Mercury
- Háttérvokál: Freddie Mercury

Hangszerek:
- John Deacon: Fender Telecaster, Fender Precision Bass, dobgép
- Freddie Mercury:  Oberheim OBX-a szintetizátor
- Roger Taylor: Syndrum elektronikus dobfelszerelés